# 康和地震
康和地震（こうわじしん）は、平安時代後期に発生した畿内に被害記録が残る地震である。南海道沖の巨大地震とする説も定着していたが、疑義が唱えられている。この地震の約2年2か月前には東海道沖の巨大地震と推定される永長地震があった。

## 概要
この地震は承徳年間に発生したが、この天変地異やこの年の夏に流行した疫病を期に康和と改元され、年表上では康和元年に相当することから「康和」を冠して呼ばれる。『後二条師通記』および『広橋本兼仲卿記』などに地震被害の記録がある。もともと、畿内付近の地震とされていたが、土佐の被害記録の発見により南海道沖の地震と推定されることになった。しかし、南海道沖の地震とするには疑わしいとする疑義が提唱され、本地震が南海道沖の地震でないとするならば、地震後の京都における余震の記録がほとんど無いことから例えば1952年吉野地震のようなフィリピン海プレートスラブ内地震の可能性もあるとされる。

## 地震の記録
承徳3年正月24日卯刻（ユリウス暦1099年2月16日6時頃、グレゴリオ暦1099年2月22日）、畿内で大地震が発生した。また南海道沖を震源と推定する根拠は土佐の康和2年正月X4日の記録であり、この記録を以て上記の畿内の地震と同一のものと推定されていた。
『後二條師通記』によれば、奈良の興福寺で大門、回廊が転倒、塔が破損、西金堂が少破した。『太子伝古今目録抄』によれば、摂津では四天王寺でも回廊転倒などの被害があった。京都では「大地震」と記録にあり強い揺れは感じられたものの被害記録は確認できず、長い揺れがあって小破損の記録が見られる永長地震とは対照的である。
従来、本地震は畿内付近のものとされ、河角廣(1951)は、奈良付近（北緯34.7°、東経135.7°）に震央を仮定し、規模MK = 3.1 を与え、マグニチュードM6.4 に換算されていたが、後述する土佐の記録の発見によって、巨大地震である南海地震と考えられるようになった。
神田(1968)は、土佐の記録は『広橋本兼仲卿記』の紙背文書に見られ、これは賀茂御祖神社に伝わった文書で土佐から提出されたものと推定した。「土佐国潮江庄康和二年〔ママ〕正月□□四日地震之刻国内作田千余町皆以成海底」の記録は白鳳地震の『日本書紀』による記述「土左国田苑五十余万頃　没為海」と類似し、宝永地震、安政南海地震および昭和南海地震でも見られた南上りの地殻変動による高知平野付近の沈降と考えられた。また康和二年正月X四日に相当する地震の記録が見当たらない事から、これは康和元年（承徳3年）の誤記の可能性が高いとされた。
賀茂御祖神社は寛治4年（1090年）に荘園として潮江荘（高知市）を設置したが、この地震で田園1000余町（約10km2）が海没した際、潮江荘も被害を受け、翌年の康和2年（1100年）に国司に申請し、国衛領の高岡郡吾井郷津野保を代替地に譲り受け、津野荘が展開することとなった。
『広橋本兼仲卿記』の紙背文
マグニチュードは南海道沖の巨大地震と仮定するならばM8.2あるいはM8.0-8.3などと推定されているが、断片的な記録しか有しない歴史地震であるため数値の精度は高くない。畿内の内陸地震ならば、河角(1951)によればM6.4程度となる。
東大阪市瓜生遺跡で11世紀末から12世紀にかけての小規模な液状化跡が発見され、この時期に南海道沖の地震が発生した証拠とされる。

## 震源域についての問題点
この地震には大津波が伴っていたと推定されてはいるものの、歴史記録から津波記録や西日本の広い範囲の強震記録が確認されておらず、南海道沖の地震であろうと思われるが断定するには問題が多いとされていた。
本地震を永長東海地震と対をなす南海地震と考えるには、日付の誤記、また阿波の『太龍寺縁起』が永長地震に関する記述があるにもかかわらず康和地震に触れていないなどいくつかの疑問点が残り、また1096年永長地震が震源時間の長い多重地震を思わす長時間の地震動の記録があることから南海道沖の地震を含んだ宝永型であった可能性を検討する必要もあるとされる。
また、『中右記』には永長地震前後から康和地震頃にかけて地震の記録が見られ、康和地震以降も引き続き『後二条師通記』、『本朝世紀』、『中右記』などに地震の記録が現れるが、永長地震後のような活発な余震活動は見られないとされる。石橋(2015)は、本地震は南海地震では無く、永長地震が東海地震に加えて南海地震をも含む連動型地震であるとする作業仮説を立てた。
さらに石橋(2016)は、『広橋本兼仲卿記』の紙背文書は地震からかなり年月の経過した13世紀後半頃に作成された可能性があり、神田(1968)が唱えるような土佐から提出された文書の可能性は低いとしている。また、紙背文書の年月の誤記は康和元年でなく嘉保三年と混同された可能性もあり、永長地震が南海地震を含むものであった可能性があるとしている。